# Ismaël Bennacer
Ismaël Bennacer, né le 1er décembre 1997 à Arles en France, est un footballeur international algérien. Il joue en tant que milieu de terrain à l'AC Milan.
En 2019, il est un des acteurs majeurs du parcours victorieux de l’équipe d’Algérie lors de la Coupe d’Afrique des nations en Égypte sous la houlette de Djamel Belmadi. Il est désigné meilleur joueur de la compétition par la CAF.

## Biographie

### Carrière en club

#### Débuts professionnels (2015-2017)
Ismaël Bennacer naît à Arles, dans le Sud de la France d'un père marocain, et d'une mère algérienne. Lorsqu'il est jeune, il voyage un mois dans l'année à Taza pour rendre visite à sa famille qui y réside,,.
Il est formé à Arles-Avignon. Lancé dans le bain professionnel le 3 janvier 2015, lors d'un match de coupe de France face au Red Star où il inscrit son premier but en pro (défaite 2-1),, il a ensuite fait ses débuts en Ligue 2 en tant que titulaire face à Orléans (1-1),, mais sort à la mi-temps. Un temps écarté, après avoir refusé de signer un premier contrat pro, il a tout de même de nouveau foulé la pelouse du Parc des sports d'Avignon en fin de saison. Le 30 juillet 2015 il rejoint les Gunners d'Arsenal en provenance de l'AC Arles-Avignon, après avoir été surveillé et analysé par le scout français Gilles Grimandi. Il signe un contrat de cinq ans avec Arsenal.
Malgré l'intérêt de Manchester City, de l'Olympique lyonnais et de l'Olympique de Marseille, le jeune milieu de terrain a admis peu de temps après son arrivée dans le nord de Londres qu'il a choisi Arsenal en raison de la présence d'Arsène Wenger et celles de nombreux français dans les rangs des Gunners. Il dispute son premier match avec l'équipe première d'Arsenal lors de la défaite 3-0 en coupe de la Ligue face à Sheffield Wednesday le 27 octobre 2015,. Cela restera son seul match avec l'équipe première d'Arsenal.
Pour gagner du temps de jeu, il est prêté le 31 janvier 2017 jusqu’à la fin de la saison au Tours FC. Le 3 février, il dispute ses premières minutes sous ses nouvelles couleurs en accrochant le Stade de Reims (1-1), lors de la 23e journée de Ligue 2. Il entre à la 70e minute de la rencontre, à la place de Fantamady Diarra. Puis, le 14 avril il inscrit son premier but en Ligue 2 sur coup franc face à Sochaux (victoire 3-1),. Il s’impose alors dans l’entrejeu tourangeau.

#### Empoli FC (2017-2019)
Le 21 août 2017, il signe un contrat de quatre ans avec Empoli qui évolue en Serie B. Le 26 août, il joue son premier match de Serie B lors de la 1re journée contre Ternana Calcio (1-1), remplaçant Davide Zappella. Le 3 septembre, lors de la 2e journée il fête sa première titularisation en Serie B à l'occasion d'une victoire 3-2 face à Bari,. Le 30 septembre, lors de la 7e journée, il délivre sa première passe décisive en faveur de son coéquipier Alfredo Donnarumma, face à Avellino (défaite 3-2). Puis, le 24 février 2018 il inscrit son premier but en Serie B à la dernière minute de la rencontre contre Cittadella offrant ainsi de précieux points à Empoli qui s’empare de la tête du classement du championnat,. Son but a même été comparé à celui de l’illustre Diego Maradona par la presse italienne,.
Par la suite, le 17 mars 2018, lors de la 31e journée, il délivre deux autres passes décisives face à Venise (victoire 3-2),. Le 17 avril, il inscrit son deuxième but de la saison face à Cesena (victoire 2-3),. Le 28 avril, lors de la 38e journée, il est titulaire face à Novara et dispute l’intégralité de la rencontre. Malgré le match nul obtenu à domicile, Empoli est assuré de terminer en tête de son championnat disposant désormais de 14 points d’avance sur ses poursuivants Parme et Palerme. À la fin de la saison, il remporte la Serie B avec Empoli. Il décide de rester au club malgré plusieurs offres,,.
L’année suivante, le 19 août 2018, il joue son premier match de Serie A lors de la 1re journée contre Cagliari (victoire 2-0), remplaçant Antonino La Gumina. Le 16 septembre, il fête sa première titularisation en Serie A à l'occasion d'une défaite 0-1 face à la Lazio Rome. Le 1er décembre, lors de la 14e journée, il délivre sa première passe décisive en Serie A en faveur de son coéquipier Rade Krunić, contre la SPAL (2-2),. Le 8 mai 2019, il est élu joueur de la saison de l’équipe toscane,,. Il est l’auteur d’une saison remarquée avec le promu.

#### AC Milan (2019-2025)
Il est auteur d'une belle saison à Empoli, malgré la relégation du club en Serie B. Le 4 août 2019, il signe un contrat de cinq ans avec l'AC Milan. Le montant du transfert est de 16 millions d'euros. Sur le banc de touche pour la 1re journée de Serie A face à l'Udinese, il entre à la 76e minute de la rencontre, à la place de Lucas Paquetá (défaite 1-0),. Pour son premier match en tant que titulaire face à Brescia (victoire 1-0),, lors de la 2e journée, il est élu homme du match par les supporters du club. Le 9 février 2020, il participe à son premier derby de la Madonnina (perdu 4-2 face à l'Inter Milan, après avoir mené 2-0 à la mi-temps),. Le 18 juillet, lors de la 34e journée, il inscrit son premier but en Serie A face à Bologne (victoire 5-1),.
L'AC Milan intègre un nouveau détail dans son contrat avec l'ajout d'une clause libératoire fixée à 50 millions d'euros mais elle sera active dès l'année prochaine (2021). Malgré l'intérêt de grands clubs européens tel que Paris Saint-Germain, Manchester City, Manchester United ou Real Madrid le jeune milieu décide de continuer l'aventure avec les Rossoneri,.
L’année suivante, il découvre la Ligue Europa, il joue son premier match dans cette compétition lors du 2e tour de qualification en tant que titulaire le 17 septembre 2020 face aux Shamrock Rovers (victoire 0-2),. Le 24 septembre, lors du 3e tour de qualification, il délivre sa première passe décisive en Ligue Europa en faveur de son coéquipier Hakan Çalhanoğlu, face au FK Bodø/Glimt (victoire 3-2),. Il remporte les barrages de la Ligue Europa face à Rio Ave FC (2-2). Score final de cette séance de tirs au but complètement folle : 10-11 et il a même tiré deux tirs au but, réussissant le premier mais échouant lors du second. Il participe à sa première phase de groupes de la Ligue Europa.
Lors de la saison 2021-2022, Bennacer est sacré champion d'Italie en participant au dix-neuvième sacre de l'AC Milan, obtenu en mai 2022.
Le 12 janvier 2023, Bennacer prolonge son contrat avec Milan, étant alors lié au club jusqu'en juin 2027.

#### Olympique de Marseille (depuis 2025)
Désiré par l'entraîneur de l'Olympique de Marseille, Roberto De Zerbi car tout à fait adapté à sa tactique, Ismaël Bennacer fait l'objet d'un intérêt tardivement, à partir du dernier jour du mercato d'été 2024. Très vite, un accord entre le club phocéen et le joueur est trouvé, mais l'AC Milan n'accède pas aux sollicitations des dirigeants marseillais. Des rumeurs de relances pour le mercato d'hiver de janvier 2025 apparaissent néanmoins.
Ces rumeurs aboutissent effectivement le dernier jour de ce mercato d'hiver, avec la signature de Bennacer à l'Olympique de Marseille en prêt d'un million d'euros avec option d'achat à 12 millions d'euros plus 3 millions en bonus,. Le joueur quitte ainsi l'AC Milan, après que ses blessures répétées ainsi que des tensions avec le nouvel entraîneur milanais, Sérgio Conceição, aient raison de sa position de joueur rossoneri indiscutable, malgré une récente reprise sportive honorable, notamment face à la Juventus en demi-finales de Supercoupe d'Italie (victoire 1-2) et face à Gérone en Ligue des Champions (victoire 1-0). Cette arrivée provoque chez les supporters marseillais une joie importante, rarement vue pour une arrivée de joueur dans le club sudiste, que l'on peut évidemment relier au talent footballistique de Bennacer mais également à sa nationalité sportive qui ravit les Marseillais d'origine algérienne, nombreux. L'AC Milan le remplace la même journée par le joueur de Monza, Warren Bondo.

### Carrière internationale (depuis 2016)

#### Avec les équipes de France jeunes
Bien qu’il ait porté le maillot de l’équipe de France des moins de 18 ans et moins de 19 ans entre 2015 et 2016, Ismaël Bennacer pouvait aussi jouer pour l'Algérie et le Maroc. Approché par ces deux fédérations, il tranche en 2016, à 18 ans, en faveur des Verts, déclarant : « Il n'y a pas eu d'hésitation ça a été un choix du cœur et surtout un choix sportif », « Les Marocains m’ont proposé de jouer avec les Espoirs, l’Algérie m’a intégré avec les grands ».

#### Avec l'Algérie
Le 11 août 2016, il est convoqué pour la première fois en équipe d'Algérie par le sélectionneur national Milovan Rajevac, pour un match des éliminatoires de la CAN 2017 contre le Lesotho,. Le 4 septembre 2016, il honore sa première sélection contre le Lesotho. Lors de ce match, il entre à la 84e minute de la rencontre, à la place de Hillal Soudani. Le match se solde par une large victoire 6-0 des Algériens. À la suite du forfait de Saphir Taïder, le 11 janvier 2017, il est rappelé par le sélectionneur mais, ne dispute aucune rencontre de la Coupe d'Afrique des nations 2017. L'Algérie est éliminée au premier tour,.
Le 22 mars 2019, il délivre sa première passe décisive en sélection en faveur de son coéquipier Mehdi Abeid, face à la Gambie (1-1), dans le cadre des qualifications de la CAN 2019. Puis, le 30 mai, il fait partie des 23 appelés par le sélectionneur national Djamel Belmadi pour la Coupe d'Afrique des nations 2019.
En Égypte, à la surprise générale, l’Algérie termine avec brio première de son groupe en battant dans un premier temps le Kenya (2-0),, dans un second temps elle bat le Sénégal grande favorite de cette CAN, sur le score de 1-0,, ; et face à la Tanzanie, la sélection algérienne s'impose facilement sur le score de 3-0. Le 7 juillet, en match de huitième de finale, l'Algérie tombe sur la Guinée et gagne sur un score confortable de 3-0, c'est à partir des quarts de finale que la fatigue se ressent : ils gagnent sur un match très poussif en allant même jusqu’aux tirs au but face à la Côte d'Ivoire. En demi-finales, l'Algérie tombe sur le Nigeria, et s'impose difficilement sur le score de 2-1, avec un but de Riyad Mahrez à la dernière minute. Enfin, le 19 juillet en finale de la Coupe d'Afrique des nations 2019, Bennacer rencontre de nouveau le Sénégal, s'imposant sur le même score de 1-0 et remportant ainsi la Coupe d'Afrique des Nations, la seconde de l'histoire de l’Algérie,. Lors de ce tournoi, il joue sept matchs et délivre trois passes décisives. Il est élu meilleur joueur de la compétition.
Le 13 octobre 2020, il inscrit son premier but en sélection face au Mexique (2-2), lors d'un match amical. À l’issue de la rencontre, il s’est montré fier d’avoir inscrit son premier but en sélection : « Match solide contre le Mexique, bravo à toute l’équipe. Fier d’avoir inscrit mon premier but en sélection ».
En janvier 2022, Il fait partie des joueurs sélectionnés pour participer à la Coupe d'Afrique des nations 2021 où L'Algérie sort dès le premier tour. Le 29 décembre 2023, il est retenu dans la liste des vingt-sept joueurs algériens sélectionnés par Djamel Belmadi pour disputer la Coupe d'Afrique des nations 2023.

## Statistiques

### En club
| Saison                | Club                          | Championnat           | Championnat | Championnat | Championnat | Coupe nationale | Coupe nationale | Coupe nationale | Coupe de la Ligue | Coupe de la Ligue | Coupe de la Ligue | Supercoupe | Supercoupe | Supercoupe | Compétition(s) continentale(s) | Compétition(s) continentale(s) | Compétition(s) continentale(s) | Compétition(s) continentale(s) | Total | Total | Total |
| Saison                | Club                          | Division              | M.          | B.          | P.d.        | M.              | B.              | P.d.            | M.                | B.                | P.d.              | M.         | B.         | P.d.       | Comp.                          | M.                             | B.                             | P.d.                           | M.    | B.    | P.d.  |
| 2013-2014             | AC Arles-Avignon rés.         | CFA 2                 | 2           | 0           | 0           | -               | -               | -               | -                 | -                 | -                 | -          | -          | -          | -                              | -                              | -                              | -                              | 2     | 0     | 0     |
| 2014-2015             | AC Arles-Avignon rés.         | CFA 2                 | 14          | 0           | 0           | -               | -               | -               | -                 | -                 | -                 | -          | -          | -          | -                              | -                              | -                              | -                              | 14    | 0     | 0     |
| Sous-total            | Sous-total                    | Sous-total            | 16          | 0           | 0           | -               | -               | -               | -                 | -                 | -                 | -          | -          | -          | -                              | -                              | -                              | -                              | 16    | 0     | 0     |
| 2014-2015             | AC Arles-Avignon              | Ligue 2               | 6           | 0           | 0           | 1               | 1               | 0               | -                 | -                 | -                 | -          | -          | -          | -                              | -                              | -                              | -                              | 7     | 1     | 0     |
| 2015-2016             | Arsenal FC                    | Premier League        | -           | -           | -           | -               | -               | -               | 1                 | 0                 | 0                 | -          | -          | -          | -                              | -                              | -                              | -                              | 1     | 0     | 0     |
| 2016-2017             | Arsenal FC                    | Premier League        | -           | -           | -           | -               | -               | -               | -                 | -                 | -                 | -          | -          | -          | -                              | -                              | -                              | -                              | 0     | 0     | 0     |
| Sous-total            | Sous-total                    | Sous-total            | -           | -           | -           | -               | -               | -               | 1                 | 0                 | 0                 | -          | -          | -          | -                              | -                              | -                              | -                              | 1     | 0     | 0     |
| 2016-2017             | Tours FC (prêt)               | Ligue 2               | 16          | 1           | 2           | -               | -               | -               | -                 | -                 | -                 | -          | -          | -          | -                              | -                              | -                              | -                              | 16    | 1     | 2     |
| 2017-2018             | Empoli FC                     | Serie B               | 39          | 2           | 4           | -               | -               | -               | -                 | -                 | -                 | -          | -          | -          | -                              | -                              | -                              | -                              | 39    | 2     | 4     |
| 2018-2019             | Empoli FC                     | Serie A               | 37          | 0           | 5           | 1               | 0               | 0               | -                 | -                 | -                 | -          | -          | -          | -                              | -                              | -                              | -                              | 38    | 0     | 5     |
| Sous-total            | Sous-total                    | Sous-total            | 76          | 2           | 9           | 1               | 0               | 0               | -                 | -                 | -                 | -          | -          | -          | -                              | -                              | -                              | -                              | 77    | 2     | 9     |
| 2019-2020             | AC Milan                      | Serie A               | 31          | 1           | 0           | 4               | 0               | 1               | -                 | -                 | -                 | -          | -          | -          | -                              | -                              | -                              | -                              | 35    | 1     | 1     |
| 2020-2021             | AC Milan                      | Serie A               | 21          | 0           | 2           | -               | -               | -               | -                 | -                 | -                 | -          | -          | -          | C3                             | 9                              | 0                              | 2                              | 30    | 0     | 4     |
| 2021-2022             | AC Milan                      | Serie A               | 31          | 2           | 1           | 3               | 0               | 0               | -                 | -                 | -                 | -          | -          | -          | C1                             | 6                              | 0                              | 0                              | 40    | 2     | 1     |
| 2022-2023             | AC Milan                      | Serie A               | 28          | 2           | 2           | 1               | 0               | 0               | -                 | -                 | -                 | 1          | 0          | 0          | C1                             | 10                             | 1                              | 0                              | 40    | 3     | 2     |
| 2023-2024             | AC Milan                      | Serie A               | 20          | 2           | 2           | -               | -               | -               | -                 | -                 | -                 | -          | -          | -          | C3                             | 5                              | 0                              | 0                              | 25    | 2     | 2     |
| 2024-2025             | AC Milan                      | Serie A               | 6           | 0           | 0           | -               | -               | -               | -                 | -                 | -                 | 1          | 0          | 0          | C1                             | 1                              | 0                              | 1                              | 8     | 0     | 1     |
| Sous-total            | Sous-total                    | Sous-total            | 137         | 7           | 7           | 8               | 0               | 1               | -                 | -                 | -                 | 2          | 0          | 0          | -                              | 31                             | 1                              | 3                              | 178   | 8     | 11    |
| 2024-2025             | Olympique de Marseille (prêt) | Ligue 1               | 12          | 0           | 2           | -               | -               | -               | -                 | -                 | -                 | -          | -          | -          | -                              | -                              | -                              | -                              | 12    | 0     | 2     |
| Total sur la carrière | Total sur la carrière         | Total sur la carrière | 263         | 10          | 20          | 10              | 1               | 1               | 1                 | 0                 | 0                 | 2          | 0          | 0          | -                              | 31                             | 1                              | 3                              | 307   | 12    | 24    |

### En sélection nationale
| Saison                | Sélection             | Phases finales        | Phases finales | Phases finales | Phases finales | Éliminatoires CDM | Éliminatoires CDM | Éliminatoires CDM | Éliminatoires CAN | Éliminatoires CAN | Éliminatoires CAN | Matchs amicaux | Matchs amicaux | Matchs amicaux | Total | Total | Total |
| Saison                | Sélection             | Compétition           | M              | B              | Pd             | M                 | B                 | Pd                | M                 | B                 | Pd                | M              | B              | Pd             | M     | B     | Pd    |
| --------------------- | --------------------- | --------------------- | -------------- | -------------- | -------------- | ----------------- | ----------------- | ----------------- | ----------------- | ----------------- | ----------------- | -------------- | -------------- | -------------- | ----- | ----- | ----- |
| 2016-2017             | Algérie               | CAN 2017              | 0              | 0              | 0              | 0                 | 0                 | 0                 | 1                 | 0                 | 0                 | 0              | 0              | 0              | 1     | 0     | 0     |
| 2017-2018             | Algérie               | -                     | -              | -              | -              | 2                 | 0                 | 0                 | -                 | -                 | -                 | 4              | 0              | 0              | 6     | 0     | 0     |
| 2018-2019             | Algérie               | CAN 2019              | 7              | 0              | 3              | -                 | -                 | -                 | 1                 | 0                 | 1                 | 2              | 0              | 0              | 10    | 0     | 4     |
| 2019-2020             | Algérie               | -                     | -              | -              | -              | -                 | -                 | -                 | 2                 | 0                 | 0                 | 3              | 0              | 1              | 5     | 0     | 1     |
| 2020-2021             | Algérie               | -                     | -              | -              | -              | -                 | -                 | -                 | 3                 | 0                 | 0                 | 1              | 1              | 0              | 4     | 1     | 0     |
| 2021-2022             | Algérie               | CAN 2021              | 2              | 0              | 0              | 8                 | 1                 | 0                 | 2                 | 0                 | 1                 | 2              | 0              | 0              | 14    | 1     | 1     |
| 2022-2023             | Algérie               | -                     | -              | -              | -              | -                 | -                 | -                 | 2                 | 0                 | 0                 | 4              | 0              | 0              | 6     | 0     | 0     |
| 2023-2024             | Algérie               | CAN 2023              | 1              | 0              | 0              | 1                 | 0                 | 0                 | -                 | -                 | -                 | 2              | 0              | 2              | 4     | 0     | 2     |
| 2024-2025             | Algérie               | -                     | -              | -              | -              | -                 | -                 | -                 | 1                 | 0                 | 0                 | 1              | 1              | 0              | 2     | 1     | 0     |
| Total sur la carrière | Total sur la carrière | Total sur la carrière | 10             | 0              | 3              | 11                | 1                 | 0                 | 12                | 0                 | 2                 | 19             | 2              | 3              | 52    | 3     | 8     |

### Matchs internationaux
Le tableau suivant liste les rencontres de l'équipe d'Algérie dans lesquelles Ismaël Bennacer a été sélectionné depuis le 4 septembre 2016 jusqu'à présent.

## Palmarès

### En club
| Empoli FC (1)                        | AC Milan (2) | Olympique de Marseille             |
| ------------------------------------ | --- | ---------------------------------- |
| - Serie B (1) : - Champion : 2017-18 | - Serie A (1) : - Champion : 2022 - Vice-champion : 2021 et 2024 - Supercoupe (1) : - Vainqueur : 2024 - Finaliste : 2023 | - Ligue 1 : - Vice-champion : 2025 |

### En sélection nationale
Avec la sélection algérienne, Ismaël Bennacer remporte la Coupe d'Afrique des nations de football 2019. 
| Algérie (1)                                           |
| ----------------------------------------------------- |
| - Coupe d'Afrique des nations (1) - Vainqueur en 2019 |

## Distinctions personnelles
- El Heddaf - Le Buteur, trophée de révélation de l’année en 2017[114]
- Élu meilleur joueur du mois de l'Empoli en novembre 2017[115] et février 2018[116]
- Élu meilleur joueur de la saison 2018-2019 en Serie B de l'Empoli.
- Élu meilleur joueur du match Algérie-Kenya et Algérie-Sénégal lors de la CAN 2019.
- Élu meilleur joueur de la CAN en 2019
- Meilleur passeur de la CAN en 2019
- Membre de l'équipe-type de la CAN en 2019
- « France Football », dans l'équipe-type des Africains d'Europe en 2019, 2020[117]
- Élu meilleur but du mois  du AC Milan en octobre 2021 but contre Bologne en Serie A[118],[119]
- Élu meilleur joueur du mois du AC Milan en octobre 2021[120] en avril 2022 [121]  et août 2022

## Décorations
- Achir de l'ordre du Mérite national d'Algérie.